# Enterographa inthanonensis
Enterographa inthanonensis är en lavart som beskrevs av Sparrius. Enterographa inthanonensis ingår i släktet Enterographa och familjen Roccellaceae.   Inga underarter finns listade i Catalogue of Life.